# لیک ویو (کارولینای جنوبی)
لیک ویو(به انگلیسی: Lake View) شهری در ایالت کارولینای جنوبی کشور ایالات متحده آمریکا است که جمعیت آن در سرشماری سال ۲۰۱۰ میلادی، ۸۰۷ نفر بوده‌است.